# 보습 기획

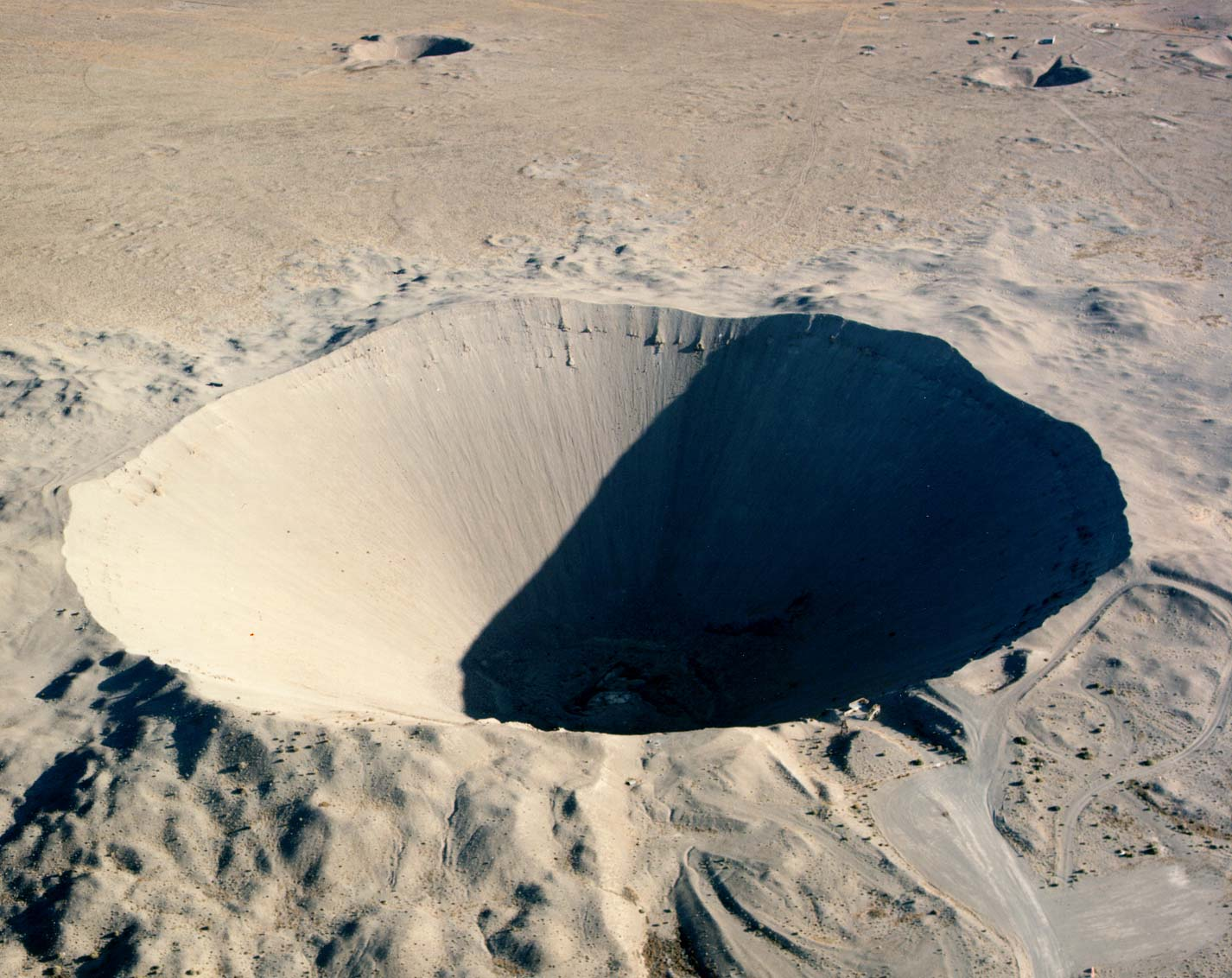
1962년 "세단" 핵실험으로 만들어진 깊이 100 미터의 크레이터. 12 메가톤의 핵폭탄을 터뜨렸다.

보습 기획(영어: Project Plowshare)은 은 미국에서 핵폭탄을 평화적 건설 목적으로 사용하려고 시도했던 프로그램이다. 이 기획을 실험하기 위해 27개소에서 31개 핵탄두가 폭파되었다. 비슷한 시기 소련에서도 국민경제를 위한 핵폭발이라는 프로그램을 진행했다.